# Robert Owen (politikus)

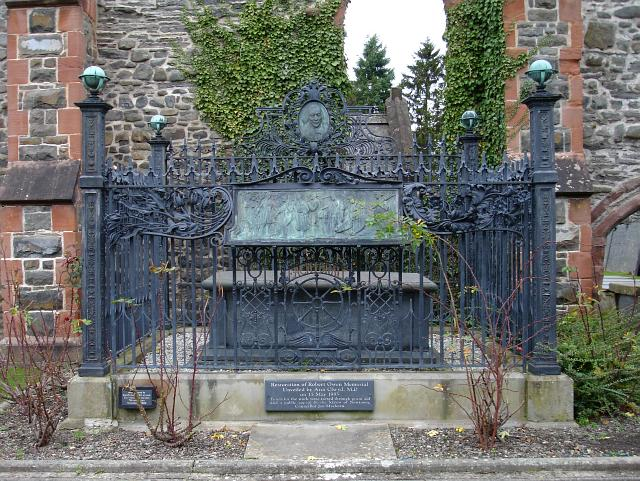
Robert Owen sírja

Robert Owen (Newtown, Wales, 1771. május 14. – Newtown, 1858. november 17.) utópikus szocialista, a szövetkezeti mozgalom elindítója.

## Élete
Gazdag és szegény szülőktől származott, tízéves korától önfenntartó volt. Előbb kereskedőtanoncként, azután kereskedősegédként dolgozott. Fonógépeket gyártott, majd egy manchesteri posztógyár igazgatója lett. 1799-től a New-Lanarck-i posztógyárat vezette társtulajdonosként. A munkásaival nem gyárosként bánt, elbocsátás helyett a kényszerű leálláskor is fizetést adott nekik. A megszokott 13-14 órás munkaidőt 10 és fél órára csökkentette. A korabeli gyakorlattal ellentétben nem alkalmazott tíz év alatti gyerekeket. A gyárban bölcsődét, óvodát, iskolát létesített. 1800-ban házasságra lépett egy gazdag gyáros leányával.
Iparszervezési tapasztalatait röpiratokban és tanulmányokban ismertette. A munkanélküliség enyhítésére olyan telepek létesítését javasolta, ahol 500-1500 fő mind mezőgazdasági, mind ipari munkát végez. Humanista indíttatása szocialisztikus-kommunisztikus irányt vett. A szegények helyzetének javítására felvetette, hogy a profitot kiküszöbölő szövetkezeteket kellene alapítani. 1821-ben létrehozta a London Cooperative and Economical Society szövetkezetet. Nézetei miatt a papság sokszor és erősen megtámadta, ezért Észak-Amerikába ment ki 1823-ban, ahol Indiana államban kommunisztikus gyülekezetet alapított, legismertebb közülük a New Harmony. Ezek azonban nem tudtak tartósan gyökeret verni, 1826-ban feloszlottak. 1827-ben visszatért Angliába, 1830-ban megalapította a „National Labour Equitable Exchange” nevű munkatőzsdét. Ez a kereskedelmi profit megszüntetése céljából közvetlen kapcsolatot teremt a termelők és a fogyasztók között.
Nevének korábbi jelentőségét többé visszaszerezni nem tudta és meglehetősen elfeledve halt meg.

## Nézetei
Az általa alapított iskola nagyon szembetűnő javulást idézett elő, ami aztán arra bátorította, hogy mint társadalmi reformátor lépjen fel és gyülekezésekkel és értekezésekkel terjessze a maga eszméit. Azon alapgondolatból indulva ki, hogy az egyes ember nem lehet felelős azért az erkölcsi állapotért, amelyben van, mert a körülmények folytán lesz olyanná, amilyen és így a társadalmi és vallási viszonyok átalakítás útján az egyes embernek tökéletesen új, az eddigitől teljesen eltérő alapra fektetett nevelését követelte. A házasság helyére lépjen a szabadon választott rokonság, a család helyére a gyülekezet. A vallásnak nincs létjogosultsága.
Owen a felvilágosodás filozófiai nézeteihez kapcsolódik. Felfogása szerint az ember racionális lény – ha mégsem viselkedik észszerűen, az alapvetően abból fakad, hogy elsődlegesen a körülményei nevelik. Az eredeti egészséges természetünknek megfelelő magatartáshoz a társadalmi környezet megváltoztatása szükséges. A természet lehetővé teszi mindenki boldogságát, és ennek elérésére kell törekedni. „A brit szocializmus a boldogság tudománya” – írja. (A szocializmus kifejezést Owen vezeti be az irodalomba.)
A boldogság alapja nem a vagyoni gazdagság, hanem a fizikai, erkölcsi és szellemi hajlamok teljes kiművelése. Ennek hiányában az egyén képességei elfecsérelődnek. Tökéletlennek számít, aki nem egyaránt képzett testileg, erkölcsileg, értelmileg és gyakorlatilag.
Az egyéni boldogság feltétele, hogy hasznosnak érezzük magunkat: részt vegyünk a társadalmi jólétet előmozdító munkákban. Ezért az önző magatartás a tartós egyéni érdekre is ártalmas. A helyesen szervezett társadalomban nincs ellentét a személyes érdek és az általános érdek között. A javak olyan elosztása szükséges, amely alárendelődik mindenki boldogságának.
A fennálló társadalom nem ilyen. A tőkés nagyipar a dolgozókat elválasztja megélhetésük feltételeitől, és uralkodóvá teszi a létbizonytalanságtól való rettegést. A gazdálkodás – Owen megfogalmazása szerint – a közvetlen individuális haszon elvén alapul. Az egész „kereskedelmi rendszer”(ahogy a jelen társadalmát nevezi) mások becsapására irányul. A nyereségre, vagyonszerzésre való törekvéssel „embertársaik millióit rabolják meg egészségüktől, tanulásra, fejlődésre használható idejüktől, társas szórakozásaiktól”.
Amíg a kereskedelmi rendszer fennáll, elkerülhetetlenek a forradalmak. („Az általános választójog gyakorlatilag nem oszt, nem szoroz, viszont kielégíti a legkevesebb ismerettel rendelkező népréteget”.) A társadalmi forradalomnak létezik erőszakos, valamint észszerű változata. „Dolgozók, ne hagyjátok magatokat elnyomni” – fordul a munkásokhoz –, de erőszakkal nem lehet észszerű társadalmat létrehozni. A felfordulás elkerülése pedig a gazdagoknak (ahogy nevezi: „henyélőknek”) is érdeke. Owen szerint a kormányzat feladata lenne a békés átmenet biztosítása a társadalmi egyenlőségen alapuló igazságos rendszerhez. 
Owen kapitalizmuskritikájának kiindulópontja alapvetően elvi-etikai: a korabeli társadalom az emberek boldogságának akadályát képezi. Bírálatának azonban – az előbbivel párhuzamosan – van egy másik rétege is, amely gazdasági-gazdaságossági szempontú. A pénzgazdálkodás – hangsúlyozza – gátolja a termelőerők fejlődését. A munkások iskolázatlansága, alacsony műveltségi színvonala nem kedvez sem a termelékenységnek, sem az észszerű fogyasztásnak. (Egyik jellegzetes érvelése. „Minden gyáriparos legfőbb gondja, hogy a munkát minél olcsóbban végeztesse”. „Ugye nem sajnálják hosszú évek fáradságos munkáját az élettelen gépalkatrészek egymáshoz való viszonyának tanulmányozásától, hogy növelhessék hatóképességüket és matematikai pontossággal kiszámíthassák legkomplikáltabb és legaprólékosabb mozdulataikat is? És ha ezeknél a számításoknál az időt percekkel mérik – az esetleges többletnyereség elérésére fordított összeget tört számokkal –, nem hajlandók-e esetleg egy kevés figyelmet szentelni annak elbírálására, vajon nem lenne-e előnyösebb idejük és tőkéjük egy részét az élő gépezet megjavítására fordítani?”
Owen elfogadja a munkaérték-elméletet, de természetes értékmérőnek magát „az emberi munkát, azaz az ember szellemi és fizikai képességeinek együttes erőkifejtését” tekinti. A kereskedelmi rendszerben a pénz, mint mesterséges érték használata teszi lehetővé, hogy a munka és a haszon elváljon egymástól, ami az egyik oldalon szegénységet, a másik oldalon henyélést és pazarlást eredményez. (A jövedelmeket meghamisító pénzrendszer felváltására munkapénz használatát veti fel, amely valójában a végzett munkáról szóló elismervény.)
Owen rámutat egy további összefüggésre. A gyáriparosok nagy profitra törekszenek, ezért olcsón, kis önköltségen akarnak termelni, és alacsony bért fizetnek a munkásaiknak. Így azonban kicsi a vásárlóerő: nincs elég piaci kereslet az áruikra. („A világ egész jövedelme sem elegendő a hatásában ilyen óriási méretű termelőerők által előállított cikkek felvásárlására.”) Vagyis túltermelés keletkezik. Ennek következménye pedig a munkanélküliség.
A megoldást kínálat és kereslet viszonyának megfordításában látja: a fogyasztási igényekhez kell igazítani a termelést. Az előzetesen felmért, közös szükségletre termelés olyan társulásokban, szövetkezésekben valósítható meg, ahol a tulajdon közös, és nem a profit a cél. (Owen és követői több – a mezőgazdasági és az ipari tevékenységet összekapcsoló – gyakorlati kísérletet tesznek erre. Itt megszűnik a túltermelés és a munkanélküliség fenyegetéséhez kapcsolódó, az egyéni önzésre nevelő létbizonytalanság.) Elképzelése szerint a lényegében önellátó közösségek országos hálózatával fokozatosan kiszorítható a kereskedelmi rendszer. A „civilizáció új stádiumában” (szövetkezeti lakótelepek föderációs kapcsolatrendszerében) mind a most csellengőknek, mind a fölöslegessé váló kereskedőknek, bankároknak és más specialistáknak jut a megélhetésüket biztosító termelőmunka.

## Művei
- 1812. A New View of Society, or Essays on the Formation of Human Character
- 1815. Observations on the Effect of the Manufacturing System
- 1817. Report to the Committee for the Relief of the Manufacturing Poor
- 1818. Two memorials behalf of the working classes
- 1819. An Address to the Master Manufacturers of Great Britain
- 1820. The Book of the New Moral World, Containing the Rational System of Society
- 1821. A Report to the County of Lanark of a Plan for relieving Public Distress
- 1823. An Explanation of the Cause of Distress which pervades the civilized parts of the world
- 1826. The Social System – Constitution, Laws, and Regulations of a Community
- 1830. Was one of the founders of the Grand National Consolidated Trade Union (GNCTU)
- 1832. An Address to All Classes in the State
- 1849. The Revolution in the Mind and Practice of the Human Race

### Magyarul
- Nevelés és társadalom. Válogatás / John Bellers: Javaslatok egy munkakollégium felállítására; ford. Hervei Géza, Frank Ernő, összeáll., jegyz., utószó Ladányi Péter; Tankönyvkiadó, Bp., 1957 (Neveléstörténeti könyvtár)
- Robert Owen válogatott írásai; vál., bev. A. L. Morton, ford. Forgács Géza; Gondolat, Bp., 1965
- Egy új társadalmi rendszerről; ford. Bart István; in: Hagyomány és egyéniség. Az angol esszé klasszikusai; vál. Európa Könyvkiadó munkaközössége, közrem. Ruttkay Kálmán, Ungvári Tamás, utószó Abody Béla, jegyz. Abádi Nagy Zoltán; Európa, Bp., 1967